# Stephy Mavididi
Stephy Alvaro Mavididi (Derby, 31 de maio de 1998) é um futebolista britânico que atua como atacante. Atualmente joga pelo Leicester City.[carece de fontes?]

## Carreira

### Arsenal e empréstimos
Nascido em Derby, Mavididi jogou nas categorias de base do Arsenal, onde se profissionalizou em julho de 2015. Em sua primeira temporada como profissional, foi emprestado ao Charlton Athletic, jogando 5 vezes em 2017. Uma lesão fez com que o empréstimo fosse encerrado, e o atacante foi reintegrado ao Arsenal, que o emprestou novamente, desta vez para o Preston North End.
Sua passagem pelo primeiro campeão inglês foi razoável, com 10 jogos disputados. Em 2018, Mavididi voltou ao Charlton, novamente por empréstimo, e sua reestreia pelos Red Robins foi especial para ele, que fez o primeiro gol como profissional contra o Oldham Athletic. O atacante entraria em campo 12 vezes a segunda passagem pelo Charlton, balançando as redes 2 vezes.

### Juventus
Em agosto de 2018, depois de não ter jogado nenhuma vez como jogador profissional do Arsenal, Mavididi assinou com a Juventus, integrando o time Sub-23 da Vecchia Signora, que disputa a Lega Pro (terceira divisão). Seu primeiro jogo pelo time principal foi em abril de 2019, contra a SPAL, que venceria por 2 a 1. Além dele, outros 3 jogadores fizeram sua estreia como atletas da Juve: o zagueiro Paolo Gozzi, o meia Grigoris Kastanos e o atacante Hans Nicolussi.

## Carreira internacional
Desde 2015, Mavididi joga nas seleções de base da Inglaterra. Ele também é considerado elegível para uma possível convocação pela República Democrática do Congo, onde possui origens.

## Títulos
Juventus
- Campeonato Italiano: 2018–19

Leicester
- EFL Championship: 2023-24